# Unai Emery
Unai Emery Etxegoien (Hondarribia, 3 november 1971) is een Spaans voormalig voetballer en huidig voetbaltrainer van Aston Villa. Hij won als trainer viermaal de UEFA Europa League, waarvan driemaal met Sevilla, eenmaal met Villarreal en bereikte in totaal vijfmaal de finale van dit Europese clubtoernooi. Met vier overwinningen is hij recordhouder der trainers in deze competitie.

## Spelerscarrière
Emery speelde vijf wedstrijden in de Primera División, voor Real Sociedad. De rest van zijn carrière speelde hij voornamelijk in de Segunda División A. Hij beëindigde zijn loopbaan bij Lorca Deportiva, in de Segunda División B.

## Trainerscarrière

### Lorca Deportiva en UD Almería
Emery begon zijn trainersloopbaan in 2004 bij de club die hij als laatste diende als speler, Lorca Deportiva. In zijn eerste seizoen promoveerde hij met Lorca van de Segunda División B naar de Segunda División A. In het seizoen 2006/07 werd Emery trainer van UD Almería, waarmee hij naar de Primera División promoveerde. Het daaropvolgende seizoen eindigde Almería op de achtste plaats in de hoogste Spaanse voetbalcompetitie.

### Valencia en Spartak Moskou
In 2008 werd Emery trainer van Valencia. Hij was de jongste trainer in de historie van de club, waarmee hij achtereenvolgens zesde en drie keer achter elkaar derde werd in de Primera División. Emery verliet Valencia na vier jaar nadat het bestuur besloot zijn contract niet te verlengen. In juni 2012 tekende hij een contract bij Spartak Moskou. Na een 1–5 thuisnederlaag tegen Dinamo Moskou op 25 november 2012 werd de Spanjaard na vijf maanden per direct ontslagen.

### Sevilla
Emery tekende op 12 januari 2013 voor in eerste instantie anderhalf jaar bij Sevilla. Hiermee won hij in het seizoen 2013/14, 2014/15 en 2015/16 als eerste trainer ooit drie keer achter elkaar de UEFA Europa League. Emery verlengde in juni 2015 zijn contract bij Sevilla tot medio 2017, maar legde in juni 2016 zijn functie bij de Spaanse club neer.

### Paris Saint-Germain
Emery werd in juni 2016 aangesteld als hoofdtrainer van Paris Saint-Germain, de kampioen van Frankrijk in de voorgaande vier seizoenen. Nadat in zijn eerste jaar AS Monaco kampioen werd, won hij in het seizoen 2017/18 de titel met zijn ploeg. Die verzekerde zich op zondag 15 april 2018 van de vijfde landstitel sinds 2013. Dat deed de ploeg van Emery door voor eigen publiek met 7–1 te winnen van titelverdediger AS Monaco.

### Arsenal
Op 23 mei 2018 tekende Unai Emery een contract van drie jaar bij Arsenal, waardoor hij de opvolger werd van Arsène Wenger. Op 29 mei 2019 bereikte Emery voor de vierde keer in zijn trainersloopbaan de finale van de UEFA Europa League, waarin met 4–1 werd verloren van Chelsea. Emery werd op 29 november 2019 ontslagen nadat hij zeven competitiewedstrijden op rij had verloren.

### Villarreal
Op 23 juli 2020 tekende Unai Emery een contract van drie jaar bij Villarreal, waar hij zijn landgenoot Javier Calleja opvolgde. Onder leiding van Emery eindigde Villarreal als zevende in de competitie en bereikte het de finale van de UEFA Europa League. Mister Europa League Emery wist de prijs opnieuw te winnen door Manchester United na strafschoppen te verslaan.

### Aston Villa
Op 24 oktober 2022 kondigde Aston Villa aan dat Unai Emery een contract tekende voor vijf jaar bij de club uit Birmingham. Hij volgde Steven Gerrard op.

## Prestaties in Europa
Emery staat bekend om het behalen van goede prestaties met clubs die dat niet vaak halen.
In totaal won Emery 4 keer een eindtoernooi, werd een finale 1 keer verloren en was de halve finale 3 keer het eindstation.
Ook gingen er 2 finales om de UEFA Super Cup verloren.
| Seizoen | Club                | Prestatie   | Competitie        | Laatste tegenstander  |
| ------- | ------------------- | ----------- | ----------------- | --------------------- |
| 2008/09 | Valencia            | 3e ronde    | UEFA Cup          | Dynamo Kiev           |
| 2009/10 | Valencia            | 1/4e finale | Europa League     | Atlético Madrid       |
| 2010/11 | Valencia            | 1/8e finale | Champions League  | Schalke 04            |
| 2011/12 | Valencia            | Groepsfase  | Champions League  | 3 tegenstanders       |
| 2011/12 | Valencia            | 1/2e finale | Europa League     | Atlético Madrid       |
| 2012/13 | Spartak Moskou      | Groepsfase* | Champions League  | 3 tegenstanders       |
| 2013/14 | Sevilla             | Winst       | Europa League     | Benfica               |
| 2013/14 | Sevilla             | Finalist    | Europese Supercup | Real Madrid           |
| 2014/15 | Sevilla             | Winst       | Europa League     | Dnipro Dnipropetrovsk |
| 2014/15 | Sevilla             | Finalist    | Europese Supercup | FC Barcelona          |
| 2015/16 | Sevilla             | Groepsfase  | Champions League  | 3 tegenstanders       |
| 2015/16 | Sevilla             | Winst       | Europa League     | Liverpool             |
| 2016/17 | Paris Saint-Germain | 1/8e finale | Champions League  | FC Barcelona          |
| 2017/18 | Paris Saint-Germain | 1/8e finale | Champions League  | Real Madrid           |
| 2018/19 | Arsenal             | Finalist    | Europa League     | Chelsea FC            |
| 2020/21 | Villarreal          | Winst       | Europa League     | Manchester United     |
| 2021/22 | Villarreal          | 1/2e finale | Champions League  | Liverpool             |
| 2023/24 | Aston Villa         | 1/2e finale | Conference League | Olympiakos Piraeus    |
| 2024/25 | Aston Villa         | 1/4e finale | Champions League  | Paris Saint-Germain   |

*gedurende seizoen ontslagen

## Erelijst
Als trainer
 Sevilla
- UEFA Europa League: 2013/14, 2014/15, 2015/16

 Paris Saint-Germain
- Ligue 1: 2017/18
- Trophée des Champions: 2016, 2017
- Coupe de France: 2016/17, 2017/18
- Coupe de la Ligue: 2016/17, 2017/18

 Villarreal
- UEFA Europa League: 2020/21

Individueel als trainer
- Trofeo Miguel Muñoz (Segunda División): 2005/06, 2006/07
- La Liga Trainer van de Maand: maart 2014, januari 2015
- Europees Trainer van het Seizoen: 2013/14
- UNFP Trainer van het Jaar: 2017/18
- IFFHS Zesde Beste Trainer van het Decennium: 2011–2020